# U 86 (U-Boot, 1941)
U 86 war ein deutsches U-Boot vom Typ VII B, das im Zweiten Weltkrieg von der deutschen Kriegsmarine eingesetzt wurde.

## Geschichte
Der Auftrag für das Boot wurde am 9. Juni 1938 an die Flender-Werke in Lübeck vergeben. Die Kiellegung erfolgte am 20. Januar 1940, der Stapellauf am 10. Mai 1941, die Indienststellung unter Oberleutnant zur See Walter Schug fand schließlich am 8. Juli 1941 statt. Wie die meisten deutschen U-Boote seiner Zeit führte auch U 86 ein bootsspezifisches Zeichen am Turm: das Wappen von Kulmbach der Patenstadt des Bootes.
Das Boot gehörte nach seiner Indienststellung am 8. Juli 1941 bis zum 31. August 1941 als Ausbildungsboot zur 5. U-Flottille in Kiel. Vom 1. September 1941 bis zu seinem Verlust im November 1943 diente es als Ausbildungs- und Frontboot in der 1. U-Flottille in Kiel und Brest.

## Einsatzstatistik
Kommandant Walter Schug führte U 86 während seiner Dienstzeit auf acht Unternehmungen, auf denen er drei Schiffe mit einer Gesamttonnage von 9.614 BRT versenkte. Zudem beschädigte er ein weiteres Schiff mit 8.627 BRT.

### Erste Unternehmung
Das Boot lief am 7. Dezember 1941 um 6.00 Uhr von Kiel aus und lief am 22. Dezember 1941 um 14.15 Uhr in Brest ein. U 86 lief am 8. Dezember 1941 zur Ergänzung in Kristiansand ein und am gleich Tag wieder aus. Wegen schlechtem Wetter musste das Boot am 9. Dezember 1941 in Egersund einlaufen, von wo es am 10. Dezember 1941 wieder auslief. Auf dieser 16 Tage dauernden Unternehmung in den Nordatlantik wurden keine Schiffe versenkt oder beschädigt.

### Zweite Unternehmung
Das Boot lief am 27. Dezember 1941 um 14.00 Uhr von Brest aus und lief am 15. Februar 1942 um 13.00 Uhr wieder dort ein. Auf dieser 51 Tage dauernden Unternehmung legte das Boot zirka 6.500 sm zurück. Es patrouillierte im Westatlantik, bei der Neufundlandbank, vor Nova Scotia und im Nordatlantik. Kommandant Schug versenkte ein Schiff mit 4.271 BRT und beschädigte ein Schiff mit 8.627 BRT.
- 16. Januar 1942: Beschädigung des britischen Tankers Toorak mit 8.627 BRT. Der Tanker wurde durch einen Torpedo beschädigt. Er fuhr in Ballast und war auf dem Weg von Coryton (Großbritannien) nach Halifax. Es gab keine Verluste, 51 Überlebende.
- 18. Januar 1942: Versenkung des griechischen Dampfers Dimitrios G. Thermiotis (Lage) mit 4.271 BRT. Der Dampfer wurde durch einen Torpedo versenkt. Er hatte 6.146 t Stückgut geladen und befand sich auf dem Weg von Demerara über Sydney nach London. Es war ein Totalverlust mit 33 Toten.

### Dritte Unternehmung
Das Boot lief am 25. März 1942 um 20.30 Uhr von Brest aus und lief am 26. Mai 1942 um 10.15 Uhr wieder dort ein. Auf dieser 62 Tage langen Unternehmung legte U 86 zirka 9.000 sm zurück. Diese Unternehmung führte das Boot in den Westatlantik und zu der US-Ostküste. Dabei wurden keine Schiffe versenkt oder beschädigt.

### Vierte Unternehmung
Das Boot lief am 2. Juli 1942 um 21.00 Uhr von Brest aus und lief am 18. September 1942 um 18.45 Uhr wieder dort ein. U 86 lief am 3. Juli in Lorient ein und am gleichen Tag wieder aus. Es wurde am 30. Juli 1942 von U 461 mit 42 m³ Brennstoff und Proviant versorgt. Nochmalige Versorgung am 7. September 1942 von U 462 (nur Proviant). Auf dieser 79 Tage dauernden und zirka 11.100 sm langen Unternehmung in den Nordatlantik, südlich von Island, im Westatlantik und Kap Hatteras, wurde ein Schiff mit 342 BRT versenkt.
- 6. August 1942: Versenkung des US-amerikanischen Segelschiffes Wawaloam mit 342 BRT. Der Segler wurde von Kommandant Schug durch Artillerie versenkt. Er war auf dem Weg nach St. John’s. Es gab keine Verluste.

### Fünfte Unternehmung
Das Boot lief am 31. Oktober 1942 um 17.00 Uhr von Brest aus und lief am 7. Januar 1943 um 14.50 Uhr wieder dort ein. U 86 wurde am 29. November 1942 von U 118 mit 39 m³ Brennstoff, Proviant und Ersatzteilen versorgt. Auf dieser 69 Tage dauernden und zirka 8.900 sm langen Unternehmung in den Mittelatlantik, vor Gibraltar und Marokko, wurden keine Schiffe versenkt oder beschädigt.

### Sechste Unternehmung
Das Boot lief am 24. Februar 1943 um 17.15 Uhr von Brest aus und lief am 16. April 1943 um 12.00 Uhr wieder dort ein. Es wurde am 7. April 1943 von U 463 mit 18 m³ Brennstoff versorgt und übernahm von am 8. April 1943 von U 462 Proviant. Auf dieser 51 Tage dauernden und zirka 7.000 sm langen Unternehmung in den Nordatlantik, südlich von Island, wurde ein Schiff mit 5.001 BRT versenkt. U 86 gehörte zu den Gruppen mit den Tarnnamen „Neuland“ und „Seewolf“.
- 11. März 1943: Versenkung des norwegischen Dampfers Brant County (Lage) mit 5.001 BRT durch einen FAT-Torpedo. Die Ladung bestand aus 5.330 t Stückgut, 670 t Munition und Kohlenstoff. Es gab 35 Tote und 23 Überlebende. Das Schiff gehörte zum Konvoi HX-228. Route St. John – Halifax – Newport.

Die Explosion der Brant County war wegen der geladenen Munition so gewaltig, dass Teile des Schiffes das nahe U 757 trafen, das ebenfalls dabei war, den Geleitzug anzugreifen. Das deutsche U-Boot wurde durch die Trümmer stark beschädigt. Zudem wurden einige Männer auf der Brücke von U 757 verletzt, so dass dessen Kommandant Deetz Kontakt mit dem ebenfalls in der Nähe operierenden U 590 aufnahm, das einen Arzt an Bord hatte. U 757 musste die Unternehmung abbrechen und kehrte nach Frankreich zurück.

### Siebte Unternehmung
Das Boot lief am 8. Juli 1943 um 7.40 Uhr von Brest aus und lief am 11. September 1943 um 21.00 Uhr wieder dort ein. Auf dieser 66 Tage dauernden und zirka 7.760 sm über und 1.210 sm unter Wasser langen Unternehmung im Mittelatlantik, zu den Kanaren und vor Freetown, wurden keine Schiffe versenkt oder beschädigt.

### Achte Unternehmung

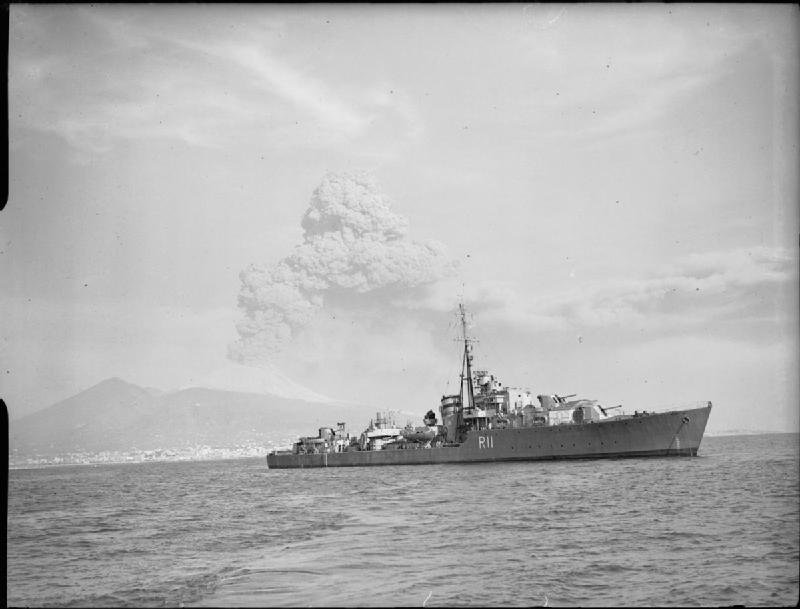
HMS Tumult versenkte U 86

Das Boot lief am 30. Oktober 1943 um 17.00 Uhr von Brest aus und wurde am 29. November 1943 versenkt. U 86 lief am 1. November 1943 in Brest ein und am 11. November 1943 um 17.10 Uhr wieder dort aus. Auf dieser 18 Tage dauernden Unternehmung im Nordatlantik und westlich von Spanien wurden keine Schiffe versenkt oder beschädigt. U 86 gehörte auf dieser Unternehmung zu den U-Bootgruppen mit dem Tarnnamen „Schill II“ und „Weddigen“, die nach Maßgabe der von Karl Dönitz entwickelten Rudeltaktik das Gefecht mit alliierten Geleitzügen suchen sollten.

## Verbleib
Das Boot operierte auf die Konvois MKS-31 und SL-140 und meldete sich am 28. November 1943 von der Position 39° 40′ N, 17° 10′ W das letzte Mal.
Am 29. November 1943 wurde U 86 östlich der Azoren, auf der Position 40° 52′ N, 18° 54′ W, durch Wasserbomben der britischen Zerstörer HMS Tumult und HMS Rocket versenkt. Es war ein Totalverlust mit 50 Toten.